# Hästen från Troja (album)
Kupletten som givit albumet dess namn, se Den ökända hästen från Troja
Hästen från Troja är en samlings-CD med kupletter och sånger av och med Karl Gerhard som ursprungligen spelades in på 78-varvare. Skivan gavs ut av skivmärket Bakhåll 2003. Albumet innehåller
1. Jazzgossen (Edvard Brink, Karl Gerhard)
2. Gungorna och karusellen (Herbert Stéen, Gösta Stenberg, Karl Gerhard)
3. Förgyll vad du kan förgylla (Charlie Möller, Karl Gerhard)
4. Vem vet hur länge vi har varann (Jules Sylvain/ Karl Gerhard)
5. En gammal majpojke (Michael Carr/Karl Gerhard))
6. Där de stora torskarna gå (Abe Olman/Karl Gerhard)
7. Hurra hurra vad det är roligt i Moskva (Charles Trenet/Karl Gerhard)
8. Den ökända hästen från Troja (Lille Bror Söderlundh/I. Dunajevskij/Karl Gerhard)
9. Då ska vi vara snälla (Jules Sylvain/Karl Gerhard)
10. Vart tar alla vackra flickor vägen (Kai Gullmar/Karl Gerhard)
11. Men ge aldrig skriftligt på't (Herbert Stéen/Karl Gerhard)
12. Tack ska du ha (Jules Sylvain/Karl Gerhard)
13. Kan du tänka dej honom utan hår (Karl Olof Lagerkrans/Karl Gerhard)
14. Jag är ett bedårande barn av min tid (Jules Sylvain/Karl Gerhard) God afton vackra mask (Jules Sylvain/Karl Gerhard)